# Верса
Хосе Антонио Гарсиа Рабаско (исп. José Antonio García Rabasco; 29 сентября 1986, Ориуэла, Аликанте, Испания) более известный как Верса (исп. Verza) — испанский футболист, игравший на позиции полузащитника.

## Карьера

### Клубная карьера
Верса родился в городе Ориуэла провинции Аликанте. Начинал заниматься футболом в академии «Вильярреала», выступал за «Вильярреал Б» в низших лигах Испании. Дебютировал в составе основной команды в матче Ла Лиги против клуба «Реал Бетис» 22 июня 2003 года, выйдя на замену Хорхе Лопесу на 69 минуте, «Вильярреал» уступил со счетом 1-4. Всего в составе «Вильярреала» провел 4 матча.
В январе 2005 года был отдан в аренду клубу Сегунды «Рекреативо» до конца сезона, в котором провёл 15 матчей.
В начале сезона 2005/06 подписывает контракт с клубом вылетевшим в Сегунду Б «Кордоба», за который выступал в течение двух сезонов, провел 33 матча. В январе 2007 года уходит в аренду в клуб Сегунды Б «Ориуэла» до конца сезона, провёл 18 матчей и забил 4 гола. Подписав контракт с «Ориуэлой» в июле начинает сезон 2007/08 полноценным игроком клуба. Всего за клуб провёл 34 матча и забил 2 гола.
Проведя в валенсийском клубе полтора года, Верса подписывает двухлетний контракт с клубом Сегунды «Альбасете». Дебютировал в составе клуба в матче против клуба «Севилья Атлетико» 31 августа 2008 года. 28 сентября 2008 года в матче с клубом «Химнастик» забил первый гол за клуб. В составе Заводных сыров становится твёрдым игроком основы, проведя в клубе 100 матчей и забив 12 голов не смог спасти клуб от вылета в сезоне 2010/11, разорвав контракт с «Альбасете» подписывает контракт с клубом «Альмерия».
Дебютировал в клубе в матче Сегунды против клуба «Химнастик» 26 октября 2011 года. Первый год забил через три месяца, 29 января 2012 года, в матче с «Химнастиком» на 41-й минуте матча. В сезоне 2012/13 помог Рохибланкос вернуться в Примеру после двухлетнего перерыва. Дебютировал в высшей лиге 20 августа 2013 в матче против своего родного клуба «Вильярреал». Первый гол в Ла Лиге забил на 45 минуте в матче с клубом «Эльче» 31 августа 2013 года.
8 февраля 2014 года Верса оформил дубль в матче против «Атлетико Мадрид», один из 4 матчей проигранных «Атлетико» в сезоне 2013/14. 8 февраля 2014 года отметился голом в свои ворота, позже сравнял счёт, забив с пенальти в матче Кубка Испании против клуба «Хетафе».
8 июня 2015 года на правах свободного агента заключил четырёхлетний контракт с другим клубом Примеры — «Леванте».

### Международная карьера
Верса был два раза вызван в сборную Испании до 17 лет и сборную Испании до 19 лет соответственно.

## Достижения
- Победитель Плей-офф Сегунда Дивизион: 1 (2013)